# Ruben Popa
Ruben Popa (* 22. März 1989) ist ein rumänischer Fußballspieler.

## Karriere
Mit neun Jahren trainierte Ruben Popa in seiner rumänischen Heimat im Nachwuchszentrum des Zweitligisten UTA Arad, mit zwölf Jahren zog er in das Internat des Vereins. Weitere drei Jahre später schloss er sich dem Drittligisten CS Național Sebiș an. Ursprünglich sollte er dann für einen rumänischen Zweitligisten spielen, er ging aber nach Deutschland, wo sich sein Vater in Pfaffenhofen an der Ilm als selbstständiger Handwerker niedergelassen hatte.
Popa spielte ein Jahr beim Kreisligisten FC Schweitenkirchen und knüpfte Kontakte zum SSV Jahn Regensburg. Ab 2009 spielte er für die U-23 der Oberpfälzer in der Landesliga. In den ersten beiden Jahren erzielte der dribbelstarke Stürmer jeweils 14 Saisontore und in der Saison 2011/12 wurde er erstmals auch im Drittligateam des Jahn berücksichtigt. Am 13. Spieltag gab er sein Profidebüt, als er bei einem 0:1-Rückstand bei Preußen Münster in den Schlussminuten eingewechselt wurde. Es blieb sein einziger Einsatz für die erste Mannschaft, weil ihn danach ein Kreuzbandriss für den Rest der Saison außer Gefecht setzte. Am Saisonende stieg die erste Mannschaft über die Relegation in die 2. Bundesliga auf, die U-23 qualifizierte sich für die neue zweigleisige Bayernliga. Nach dem Wiederabstieg der Regensburger erhielt er einen Profivertrag zur Saison 2013/14. Zur Saison 2014/2015 verließ Popa SSV Jahn Regensburg. Im Januar 2015 verpflichtete ihn der FC Pipinsried. Ab 2017 spielte er in Pfaffenhofen in der Bezirksliga, später in dessen Zweitvertretung.

## Erfolge
- Aufstieg in die 2. Bundesliga 2012 mit dem SSV Jahn Regensburg